# Saison 15 de Grey's Anatomy
Chronologie
Saison 14 Saison 16
La saison 15 de la série télévisée Grey's Anatomy débute en septembre 2018 et s'achève en mai 2019 sur le réseau américain ABC, avec un total de 25 épisodes.

## Généralités
Le 20 avril 2018, la série est renouvelée pour une quinzième saison.
Au Canada, la saison est diffusée 24 heures en avance sur le réseau CTV.
Il s'agit de la première saison sans la présence des Drs Arizona Robbins et April Kepner, interprétées par Jessica Capshaw et Sarah Drew depuis les saisons 5 et 6 respectivement. C'est aussi la première saison sans le Dr Nathan Riggs, interprété par Martin Henderson depuis la saison 12 et Ben Warren, interprété par Jason George redevient personnage invité après trois saisons en tant que personnage principal.
Il est annoncé le 21 mai 2018 que l'interprète du Dr Teddy Altman, Kim Raver, qui avait quitté la série à l'issue de la saison 8, était de retour en tant qu'actrice principale,. Il s'agit de la première fois qu'un personnage ayant quitté la série revient plusieurs années plus tard dans un rôle régulier. La saison marque également le retour de Jeff Perry, qui interprète le père de Meredith, Thatcher, absent depuis la saison 7.
Le 14 février 2019, il est annoncé que la quatrième et dernière sœur de Derek, Kathleen Shepherd (la seule que l'on avait alors jamais vue dans la série mais qui a été mentionnée de nombreuses fois) sera interprétée par Amy Acker.
Le 5 mars 2019, l'actrice Abigail Spencer - qui incarne depuis la saison 14 le rôle de Megan Hunt, la sœur d'Owen - a publié une photo d'elle sur Twitter avec les cheveux teints en roux, en annonçant son retour dans la saison 15 de la série, le temps d'un épisode diffusé au printemps 2019.

## Distribution

### Acteurs principaux
- Ellen Pompeo (VF : Céline Mauge) : Dr Meredith Grey (25/25)
- Justin Chambers (VF : Sébastien Desjours) : Dr Alex Karev (23/25)
- Chandra Wilson (VF : Zaïra Benbadis) : Dr Miranda Warren (23/25)
- James Pickens Jr. (VF : Said Amadis) : Dr Richard Webber (24/25)
- Kevin McKidd (VF : Alexis Victor) : Dr Owen Hunt (22/25)
- Jesse Williams (VF : Rémi Caillebot) : Dr Jackson Avery (21/25)
- Camilla Luddington (VF : Marie-Eugénie Maréchal) : Dr Josephine «Jo» Karev (22/25)
- Caterina Scorsone (VF : Élisabeth Ventura) : Dr Amelia Shepherd (24/25)
- Kelly McCreary (VF : Diane Dassigny) : Dr Maggie Pierce (25/25)
- Giacomo Gianniotti (VF : Damien Ferrette) : Dr Andrew DeLuca (22/25)
- Kim Raver (VF : Juliette Degenne) : Dr Teddy Altman (18/25)

### Acteurs récurrents
- Jason George (VF : Denis Laustriat) : Dr Ben Warren
- Debbie Allen : Dr Catherine Fox Avery (10 épisodes)
- Stefania Spampinato (VF : Audrey Sourdive) : Dr Carina DeLuca
- Greg Germann (VF : Pierre Tessier) : Dr Tom Koracick
- Jake Borelli (VF : Arnaud Laurent) : Dr Levi Schmitt
- Sophia Ali (VF : Elsa Davoine) : Dr Dahlia Qadri
- Jaicy Elliot (VF : Diane Kristanek) : Dr Taryn Helm
- Rushi Kota (VF : Philippe Chaine) : Dr Vikram Roy
- Alex Blue Davis : Dr Casey Parker
- Aniela Gumbs : Zola Grey-Shepherd
- Peyton Kennedy (VF : Camille Timmerman) : Betty Nelson
- Chris Carmack : Dr Atticus « Link » Lincoln[6]
- Alex Landi : Dr Nico Kim[7]
- Jaina Lee Ortiz (VF : Olivia Nicosia) : Lt Andrea « Andy » Herrera
- Okieriete Onaodowan (en) (VF : Namakan Koné) : Dean Miller
- Debra Mooney (VF : Marion Game) : Evelyn Hunt, mère d'Owen
- Josh Radnor : John, rencard de Meredith[8]
- Jeff Perry (VF : Guy Perrot) : Thatcher Grey
- Jennifer Grey (VF : Patricia Piazza) : Carol Dickinson[9]
- Amy Acker (VF : Laëtitia Lefebvre) : Kathleen Shepherd[10]
- Abigail Spencer (VF : Marie Diot) : Megan Hunt

## Épisodes

### Épisode 1:Désirs contradictoires
- Canada : 26 septembre 2018 sur CTV[11]
- États-Unis : 27 septembre 2018 sur ABC[12]
- Belgique : 8 mars 2019 sur RTL-TVI
- Suisse : 12 mars 2019 sur RTS Un
- France : 13 mars 2019 sur TF1
- Québec : 13 septembre 2019 sur ICI ARTV[13]

- États-Unis : 6,81 millions de téléspectateurs[14]
- Canada : 1,816 million de téléspectateurs[15]
- France : 3,789 millions de téléspectateurs[16]

- Debbie Allen (Dr Catherine Avery)
- Stefania Spampinato (Dr Carina DeLuca)
- Greg Germann (Dr Tom Koracick)
- Jake Borelli (Dr Levi Schmitt)
- Alex Blue Davis (Dr Casey Parker)
- Rushi Toka (Dr Vikram Roy)

- Tout comme la saison passée, le tournage a eu lieu pendant plusieurs jours à Seattle, ville où se déroule l'intrigue, alors qu'il a habituellement lieu à Los Angeles.
- Les photos promotionnelles montrent une scène avec Richard et Catherine marchant dans un parc, mais la scène a été coupée de l'épisode.
- Les scènes de lune de miel de Jo et Alex ont été tournées à Santa Monica.
- Première apparition de Link (Chris Carmack).
- Le titre de cet épisode provient de la chanson With a Wonder et a Wild Desire, chanté à l'origine par Flogging Molly.

Musiques de l'épisode :
- Nah! - Striking Matches
- Ou La La La (All Eyes On Us) - NVDES
- Out of the Blue - Fleurie
- Silhouette - Aquilo

### Épisode 2:Ce qui nous lie
- Canada : 26 septembre 2018 sur CTV
- États-Unis : 27 septembre 2018 sur ABC
- Belgique : 8 mars 2019 sur RTL-TVI
- Suisse : 12 mars 2019 sur RTS Un
- France : 13 mars 2019 sur TF1
- Québec : 20 septembre 2019 sur ICI ARTV

- États-Unis : 6,81 millions de téléspectateurs[14]
- Canada : 1,816 million de téléspectateurs[15]
- France : 3,32 millions de téléspectateurs[16]

- Chris Carmack (Dr Atticus "Link" Lincoln)
- Sophia Taylor Ali (Dr Dahlia Qadri)
- Jake Borelli (Dr Levi Schmitt)
- Alex Blue Davis (Dr Casey Parker)
- Jaicy Elliot (Dr Taryn Helm)

- Tout comme la saison passée, ce deuxième épisode de la saison est diffusé juste après le premier durant la même soirée.
- L'actrice Kim Raver n'apparaît pas dans cet épisode bien qu'elle soit créditée.
- Le titre de cet épisode provient de la chanson Broken Together, chantée à l'origine par Casting Crowns.

Musiques de l'épisode :
- Shake Shake - Nessi
- Cash Is Always King - Markey Blue
- Someone to Watch Over Me - Caroline Clay
- Someone to Watch Over Me - Sleeping at Last
- Now I Can Fly - RAIGN

### Épisode 3:Une question d'instinct
- Canada : 3 octobre 2018 sur CTV
- États-Unis : 4 octobre 2018 sur ABC
- Belgique : 15 mars 2019 sur RTL-TVI
- Suisse : 19 mars 2019 sur RTS Un
- France : 20 mars 2019 sur TF1
- Québec : 27 septembre 2019 sur ICI ARTV

- États-Unis : 6,61 millions de téléspectateurs[17]
- Canada : 1,418 million de téléspectateurs[18]
- France : 3,57 millions de téléspectateurs[19]

- Greg Germann (Dr Tom Koracick)
- Chris Carmack (Dr Atticus "Link" Lincoln)
- Alex Landi (Dr Nico Kim)
- Jake Borelli (Dr Levi Schmitt)
- Rushi Kota (Dr Vikram Roy)
- Jaicy Elliot (Dr Taryn Helm)

- Ceci est le premier épisode où Jo Karev porte une tunique bleu marine dans le scénario réel. On l'a déjà vue la porter dans Connaître la suite (10x17), mais c'était dans un futur imaginé par Cristina.
- Les acteurs Kim Raver et Jesse Williams n’apparaissent pas dans cet épisode bien qu'ils soient crédités.
- Le titre de cet épisode provient de la chanson Gut Feeling, chantée à l'origine par Devo.

Musiques de l'épisode :
- Come This Far - Chloe Kohanski
- Body Is Moving - Claire Guerreso
- Hi-Lo (Hollow) - Bishop Briggs
- Getting Started - Tommy Ashby

### Épisode 4:Certaines vérités
- Canada : 10 octobre 2018 sur CTV
- États-Unis : 11 octobre 2018 sur ABC
- Belgique : 15 mars 2019 sur RTL-TVI
- Suisse : 19 mars 2019 sur RTS Un
- France : 20 mars 2019 sur TF1
- Québec : 4 octobre 2019 sur ICI ARTV

- États-Unis : 6,72 millions de téléspectateurs[20]
- Canada : 1,606 million de téléspectateurs[21]
- France : 3,01 millions de téléspectateurs[19]

- Jaina Lee Ortiz (Andy Herrera)
- Jason George (Ben Warren)
- Chris Carmack (Dr Atticus "Link" Lincoln)
- Debra Mooney (Evelyn Hunt)
- Okieriete Onaodowan (Dean Miller)
- Flex Alexander (Evan Forrester)
- Stefania Spampinato (Dr Carina DeLuca)
- Sophia Taylor Ali (Dr Dahlia Qadri)
- Jake Borelli (Dr Levi Schmitt)
- Jaicy Elliot (Dr Taryn Helm)
- Peyton Kennedy (Betty Nelson)
- Caleb Emery (Julius)
- Josh Radnor (John)

- Bien que des efforts aient été faits pour cacher les tatouages de Justin Chambers, ceux-ci sont vaguement visibles sur son bras quand Alex attrape ses vêtements et quitte son loft.
- Meredith a raconté à John qu'elle avait voyagé pour la première fois en Europe après ses études de médecine, mais en réalité elle y était déjà allée avant ses études de médecine.
- Les acteurs Kim Raver et Jesse Williams n’apparaissent pas dans cet épisode bien qu'ils soient crédités.
- Il s'agit d'un cross-over avec l'épisode 2 de la saison 2 de Grey's Anatomy : Station 19.
- Le titre de cet épisode provient de la chanson Momma Knows Best, chanté à l'origine par Jessie J.

Musiques de l'épisode :
- Empty Vessels - Devotchka
- High Hope - Patrick Droney
- Hold on to Me - Valerie Broussard

### Épisode 5:Veiller sur l'autre
- Canada : 24 octobre 2018 sur CTV
- États-Unis : 25 octobre 2018 sur ABC
- Belgique : 22 mars 2019 sur RTL-TVI
- Suisse : 26 mars 2019 sur RTS Un
- France : 27 mars 2019 sur TF1
- Québec : 11 octobre 2019 sur ICI ARTV

- États-Unis : 6,54 millions de téléspectateurs[22]
- Canada : 1,724 million de téléspectateurs[23]
- France : 3,553 millions de téléspectateurs[24]

- Chris Carmack (Dr Atticus "Link" Lincoln)
- Alex Landi (Dr Nico Kim)
- Peyton Kennedy (Betty Nelson)
- Jake Borelli (Dr Levi Schmitt)
- Alex Blue Davis (Dr Casey Parker)
- Jaicy Elliot (Dr Taryn Helm)

- Jackson et Teddy réapparaissent tous deux après une absence de deux et trois épisodes, respectivement.
- Un article de ShondaLand fait référence à cet épisode comme s'intitulant "I'll Take Care of You" au lieu Everyday Angel, ce qui signifie qu'il pourrait avoir subi un changement de titre à un moment donné ou que c'est simplement une erreur de la part de la rédaction du site Web de ShondaLand.
- Le titre de cet épisode provient de la chanson Everyday Angel, chantée à l'origine par Radney Foster.

Musiques de l'épisode :
- Luxury - Frida Elsa
- Taste - Sleeping at Last
- The Thrill is Gone - James Pickens Jr.
- Bound Together - Kate York feat. VANYO

### Épisode 6:La Fête des morts
- Canada : 31 octobre 2018 sur CTV
- États-Unis : 1er novembre 2018 sur ABC
- Belgique : 22 mars 2019 sur RTL-TVI
- Suisse : 26 mars 2019 sur RTS Un
- France : 27 mars 2019 sur TF1
- Québec : 18 octobre 2019 sur ICI ARTV

- États-Unis : 6,71 millions de téléspectateurs[25]
- Canada : 1,596 million de téléspectateurs[26]
- France : 3,13 millions de téléspectateurs[24]

- Chris Carmack (Dr Atticus "Link" Lincoln)
- Jake Borelli (Dr Levi Schmitt)
- Alex Blue Davis (Dr Casey Parker)
- Tracie Thoms (Roberta Gibbs)
- Kate Burton (Dr Ellis Grey)

### Épisode 7:La Fin d'un monde
- Canada : 7 novembre 2018 sur CTV
- États-Unis : 8 novembre 2018 sur ABC
- France : 3 avril 2019 sur TF1
- Belgique : 29 mars 2019 sur RTL-TVI
- Suisse : 2 avril 2019 sur RTS Un
- Québec : 25 octobre 2019 sur ICI ARTV

- États-Unis : 6,6 millions de téléspectateurs[27]
- Canada : 1,394 million de téléspectateurs[28]
- France : 3,818 millions de téléspectateurs[29]

- Debbie Allen (Dr Catherine Fox)
- Greg Germann (Dr Tom Koracick)

- Il s'agit du premier épisode réalisé par la showrunneuse et scénariste Krista Vernoff.
- Les acteurs Kevin McKidd, Caterina Scorsone, Chandra Wilson, Camilla Luddington, Giacomo Gianniotti et Kim Raver n'apparaissent pas dans cet épisode bien qu'ils soient crédités.

### Épisode 8:Autant en emporte le vent
- Canada : 14 novembre 2018 sur CTV
- États-Unis : 15 novembre 2018 sur ABC
- Belgique : 29 mars 2019 sur RTL-TVI
- Suisse : 2 avril 2019 sur RTS Un
- France : 3 avril 2019 sur TF1
- Québec : 1er novembre 2019 sur ICI ARTV

- États-Unis : 7,3 millions de téléspectateurs[30]
- Canada : 1,623 million de téléspectateurs[31]
- France : 3,31 millions de téléspectateurs[29]

- Jason George (Ben Warren)
- Peyton Kennedy (Betty Nelson)
- Chris Carmack (Dr Atticus « Link » Lincoln)
- Sophia Taylor Ali (Dr Dahlia Qadri)
- Jake Borelli (Dr Levi Schmitt)
- Alex Landi (Dr Nico Kim)
- Jaicy Elliot (Dr Taryn Helm)

### Épisode 9:Ascenseur émotionnel
- Canada : 16 janvier 2019 sur CTV
- États-Unis : 17 janvier 2019 sur ABC[32]
- Belgique : 5 avril 2019 sur RTL-TVI
- Suisse : 9 avril 2019 sur RTS Un
- France : 10 avril 2019 sur TF1
- Québec : 8 novembre 2019 sur ICI ARTV

- États-Unis : 7,07 millions de téléspectateurs[33]
- Canada : 1,413 million de téléspectateurs[34]
- France : 3,611 millions de téléspectateurs[35]

- Debbie Allen (Dr Catherine Fox)
- Peyton Kennedy (Betty Nelson)
- Chris Carmack (Dr Atticus « Link » Lincoln)
- Sophia Taylor Ali (Dr Dahlia Qadri)
- Jake Borelli (Dr Levi Schmitt)
- Alex Landi (Dr Nico Kim)
- Jaicy Elliot (Dr Taryn Helm)

### Épisode 10:Paralysé
- Canada : 23 janvier 2019 sur CTV
- États-Unis : 24 janvier 2019 sur ABC
- Belgique : 5 avril 2019 sur RTL-TVI
- Suisse : 9 avril 2019 sur RTS Un
- France : 10 avril 2019 sur TF1
- Québec : 15 novembre 2019 sur ICI ARTV

- États-Unis : 6,98 millions de téléspectateurs[36]
- Canada : 1,476 million de téléspectateurs[37]
- France : 3,14 millions de téléspectateurs[35]

- Debbie Allen (Dr Catherine Fox)
- Greg Germann (Dr Tom Koracick)
- Chris Carmack (Dr Atticus « Link » Lincoln)
- Jake Borelli (Dr Levi Schmitt)
- Alex Landi (Dr Nico Kim)
- Alex Blue Davis (Dr Casey Parker)
- Jaicy Elliot (Dr Taryn Helm)

### Épisode 11:Une dernière danse
- Canada : 30 janvier 2019 sur CTV
- États-Unis : 31 janvier 2019 sur ABC
- Belgique : 12 avril 2019 sur RTL-TVI
- Suisse : 16 avril 2019 sur RTS Un
- France : 17 avril 2019 sur TF1
- Québec : 22 novembre 2019 sur ICI ARTV

- États-Unis : 7,27 millions de téléspectateurs[38]
- Canada : 1,596 million de téléspectateurs[39]
- France : 3,648 millions de téléspectateurs[40]

- Jeff Perry (Thatcher Grey)
- Debbie Allen (Dr Catherine Fox)
- Greg Germann (Dr Tom Koracick)
- Jaicy Elliot (Dr Taryn Helm)
- Sophia Taylor Ali (Dr Dahlia Qadri)

### Épisode 12:À la recherche du temps perdu
- Canada : 6 février 2019 sur CTV
- États-Unis : 7 février 2019 sur ABC
- Belgique : 12 avril 2019 sur RTL-TVI
- Suisse : 16 avril 2019 sur RTS Un
- France : 17 avril 2019 sur TF1
- Québec : 29 novembre 2019 sur ICI ARTV

- États-Unis : 6,79 millions de téléspectateurs
- France : 3,14 millions de téléspectateurs[40]

- Debbie Allen (Dr Catherine Fox)
- Greg Germann (Dr Thomas Koracick)
- Chris Carmack (Dr Atticus « Link » Lincoln)
- Jason George (Ben Warren)
- Peyton Kennedy (Betty Nelson)
- Jake Borelli (Dr Levi Schmitt)
- Alex Landi (Dr Nico Kim)

### Épisode 13:Mes amis, mes amours
- Canada : 13 février 2019 sur CTV
- États-Unis : 14 février 2019 sur ABC
- Belgique : 19 avril 2019 sur RTL-TVI
- Suisse : 23 avril 2019 sur RTS Un
- France : 24 avril 2019 sur TF1
- Québec : 6 décembre 2019 sur ICI ARTV

- États-Unis : 6,58 millions de téléspectateurs
- France : 3,556 millions de téléspectateurs[41]

- Jennifer Grey (Carol Dickinson)
- Greg Germann (Dr Tom Koracick)
- Sophia Taylor Ali (Dr Dahlia Qadri)
- Jake Borelli (Dr Levi Schmitt)
- Alex Blue Davis (Dr Casey Parker)
- Jaicy Elliot (Dr Taryn Helm)

### Épisode 14:Drogues dures
- Canada : 20 février 2019 sur CTV
- États-Unis : 21 février 2019 sur ABC
- Belgique : 19 avril 2019 sur RTL-TVI
- Suisse : 23 avril 2019 sur RTS Un
- France : 24 avril 2019 sur TF1
- Québec : 13 décembre 2019 sur ICI ARTV

- États-Unis : 6,89 millions de téléspectateurs
- France : 3,11 millions de téléspectateurs[41]

- Jake Borelli (Dr Levi Schmitt)
- Alex Landi (Dr Nico Kim)
- Jaicy Elliot (Dr Taryn Helm)

### Épisode 15:Ensemble, c'est tout
- Canada : 27 février 2019 sur CTV
- États-Unis : 28 février 2019 sur ABC
- Belgique : 26 avril 2019 sur RTL-TVI
- Suisse : 30 avril 2019 sur RTS Un
- France : 1er mai 2019 sur TF1
- Québec : 20 décembre 2019 sur ICI ARTV

- États-Unis : 6,99 millions de téléspectateurs
- France : 3,464 millions de téléspectateurs[42]

- Stefania Spampinato (Dr Carina DeLuca)
- Jake Borelli (Dr Levi Schmitt)
- Alex Landi (Dr Nico Kim)
- Jason George (Ben Warren)
- Lindsay Wagner (Helen Karev)
- Debbie Allen (Dr Catherine Fox)
- Greg Germann (Dr Tom Koracick)
- Peyton Kennedy (Betty Nelson)
- Jaicy Elliot (Dr Taryn Helm)

- Cet épisode marque un nouveau record pour la série : elle devient la plus longue série médicale en prime-time, détrônant ainsi Urgences (E.R.) qui s'est arrêtée au bout de 331 épisodes.
- Il s'agit d'un des rares épisodes qui ne contient pas de cas médical.

### Épisode 16:Filiation
- Canada : 6 mars 2019 sur CTV
- États-Unis : 7 mars 2019 sur ABC
- Belgique : 26 avril 2019 sur RTL-TVI
- Suisse : 7 mai 2019 sur RTS Un
- France : 8 mai 2019 sur TF1
- Québec : 27 décembre 2019 sur ICI ARTV

- États-Unis : 6,55 millions de téléspectateurs
- France : 3,613 millions de téléspectateurs[43]

- Stefania Spampinato (Dr Carina DeLuca)
- Alex Landi (Dr Nico Kim)
- Lindsay Wagner (Helen Karev)
- Jake Borelli (Dr Levi Schmitt)
- Chris Carmack (Dr Atticus Lincoln)

Meredith se retrouve à devoir choisir entre le camp d'Alex ou le camp de DeLuca dans une situation difficile, mais elle ne veut trahir ni l'un ni l'autre. Pendant ce temps, Maggie révèle des détails sur sa vie personnelle qui perturbe tout le monde, et Levi hésite entre parler de Nico à sa famille ou non. Enfin, Amelia se retire de la demande d'adoption de Leo, qui revient donc exclusivement à Owen.

### Épisode 17:Apaiser la douleur
- Canada : 13 mars 2019 sur CTV
- États-Unis : 14 mars 2019 sur ABC
- Belgique : 3 mai 2019 sur RTL-TVI
- Suisse : 7 mai 2019 sur RTS Un
- France : 8 mai 2019 sur TF1
- Québec : 3 janvier 2020 sur ICI ARTV

- États-Unis : 6,57 millions de téléspectateurs
- France : 3,3 millions de téléspectateurs[43]

- Stefania Spampinato (Dr Carina DeLuca)
- Jaicy Elliot (Dr Taryn Helm)

### Épisode 18:Deux salles, deux ambiances
- Canada : 20 mars 2019 sur CTV
- États-Unis : 21 mars 2019 sur ABC
- Belgique : 10 mai 2019 sur RTL-TVI
- Suisse : 14 mai 2019 sur RTS Un
- France : 15 mai 2019 sur TF1
- Québec : 10 janvier 2020 sur ICI ARTV

- États-Unis : 7 millions de téléspectateurs
- France : 3,773 millions de téléspectateurs[44]

- Stefania Spampinato (Dr Carina DeLuca)
- Jaicy Elliot (Dr Taryn Helm)

### Épisode 19:Les Survivantes
- Canada : 27 mars 2019 sur CTV
- États-Unis : 28 mars 2019 sur ABC
- Belgique : 17 mai 2019 sur RTL-TVI
- Suisse : 14 mai 2019 sur RTS Un
- France : 15 mai 2019 sur TF1
- Québec : 17 janvier 2020 sur ICI ARTV

- États-Unis : 7,37 millions de téléspectateurs
- France : 3,36 millions de téléspectateurs[44]

- Jaicy Elliot (Dr Taryn Helm)
- Jason George (Dr Ben Warren)
- BJ Tanner (Tuck)

### Épisode 20:Si loin de ses proches
- Canada : 3 avril 2019 sur CTV
- États-Unis : 4 avril 2019 sur ABC
- Belgique : 17 mai 2019 sur RTL-TVI
- Suisse : 21 mai 2019 sur RTS Un
- France : 22 mai 2019 sur TF1
- Québec : 24 janvier 2020 sur ICI ARTV

- États-Unis : 6,85 millions de téléspectateurs
- France : 3,77 millions de téléspectateurs

- Debbie Allen (Dr Catherine Fox)
- Greg Germann (Dr Thomas Koracick)
- Abigail Spencer (Dr Megan Hunt)
- Jake Borelli (Dr Levi Schmitt)
- Chris Carmack (Dr Atticus Lincoln)
- Jaicy Elliot (Dr Taryn Helm)

### Épisode 21:Bienvenue chez les Shepherd
- Canada : 10 avril 2019 sur CTV
- États-Unis : 11 avril 2019 sur ABC
- Belgique : 24 mai 2019 sur RTL-TVI
- Suisse : 21 mai 2019 sur RTS Un
- France : 22 mai 2019 sur TF1
- Québec : 31 janvier 2020 sur ICI ARTV

- États-Unis : 6,81 millions de téléspectateurs
- France : 3,25 millions de téléspectateurs

- Amy Acker (Dr Kathleen Shepherd)
- Chris Carmack (Dr Atticus Lincoln)
- Embeth Davidtz (Dr Nancy Shepherd)
- Tyne Daly (Carolyn Shepherd)

- Cet épisode marque les retours de deux Shepherd, Nancy (Embeth Davidtz), qui n'était pas apparue depuis l'épisode 6 de la saison 3, Sous surveillance, et Carolyn, qui n'était pas apparue depuis l'épisode 12 de la saison 5, La tête haute, ainsi que l'introduction d'un nouveau membre de la famille : Kathleen (Amy Acker), seule sœur de Derek et Amelia à ne jamais avoir été vue à ce jour, bien que mentionnée.
- Il s'agit du premier épisode dans lequel plus de deux Shepherd sont réunis à l'écran.
- Amy Acker était déjà apparue dans Private Practice, mais dans un autre rôle. Elle n'est pas la seule dans ce cas : Sarah Drew avait interprété Judy avant de jouer April Kepner.

### Épisode 22:Trouver chaussure à son pied
- Canada : 17 avril 2019 sur CTV
- États-Unis : 18 avril 2019 sur ABC
- Belgique : 24 mai 2019 sur RTL-TVI
- Suisse : 28 mai 2019 sur RTS Un
- France : 29 mai 2019 sur TF1
- Québec : 7 février 2020 sur ICI ARTV

- États-Unis : 6,24 millions de téléspectateurs
- France : 3,14 millions de téléspectateurs

### Épisode 23:Je suis un héros
- Canada : 1er mai 2019 sur CTV
- États-Unis : 2 mai 2019 sur ABC
- Belgique : 31 mai 2019 sur RTL-TVI
- Suisse : 28 mai 2019 sur RTS Un
- France : 29 mai 2019 sur TF1
- Québec : 14 février 2020 sur ICI ARTV

- États-Unis : 6,96 millions de téléspectateurs
- France : 3 millions de téléspectateurs

- Jaina Lee Ortiz (Andrea « Andy » Herrera)
- Jason George (Ben Warren)
- Boris Kodjoe (Robert Sullivan)
- Brett Tucker (Lucas Ripley)

- Il s'agit d'un cross-over avec l'épisode 15 de la saison 2 de Grey's Anatomy : Station 19.

### Épisode 24:Tomber à pic
- Canada : 8 mai 2019 sur CTV
- États-Unis : 9 mai 2019 sur ABC
- Belgique : 31 mai 2019 sur RTL-TVI
- Suisse : 4 juin 2019 sur RTS Un
- France : 5 juin 2019 sur TF1
- Québec : 21 février 2020 sur ICI ARTV

- États-Unis : 6,37 millions de téléspectateurs
- France : 3,92 millions de téléspectateurs

- Debbie Allen (Dr Catherine Fox)
- Jaicy Elliot (Dr Taryn Helm)

### Épisode 25:Dans la brume
- Canada : 15 mai 2019 sur CTV
- États-Unis : 16 mai 2019 sur ABC
- Belgique : 31 mai 2019 sur RTL-TVI
- Suisse : 4 juin 2019 sur RTS Un
- France : 5 juin 2019 sur TF1
- Québec : 28 février 2020 sur ICI ARTV

- États-Unis : 5,99 millions de téléspectateurs
- France : 3,62 millions de téléspectateurs

- Stefania Spampinato (Dr Carina DeLuca)
- Debbie Allen (Dr Catherine Fox)

Il s'agit de la première fois que l'audience de la série passe en dessous des 6 millions de téléspectateurs.

## Audiences aux États-Unis
| N° d'épisode | Titre original                  | Titre français                | Chaîne | Date de diffusion originale | Audience (en millions de téléspectateurs) | Pdm sur les 18-49 ans |
| ------------ | ------------------------------- | ----------------------------- | ------ | --------------------------- | ----------------------------------------- | --------------------- |
| 1            | With a Wonder and a Wild Desire | Désirs contradictoires        | ABC    | 27 septembre 2018           | 6,81                                      | 1,9                   |
| 2            | Broken Together                 | Ce qui nous lie               | ABC    | 27 septembre 2018           | 6,81                                      | 1,9                   |
| 3            | Gut Feeling                     | Une question d'instinct       | ABC    | 4 octobre 2018              | 6,61                                      | 1,6                   |
| 4            | Momma Knows Best                | Certaines vérités             | ABC    | 11 octobre 2018             | 6,72                                      | 1,5                   |
| 5            | Everyday Angel                  | Veiller sur l'autre           | ABC    | 25 octobre 2018             | 6,54                                      | 1,5                   |
| 6            | Flowers Grow Out of My Grave    | La Fête des morts             | ABC    | 1er novembre 2018           | 6,71                                      | 1,6                   |
| 7            | Anybody Have a Map?             | La Fin d'un monde             | ABC    | 8 novembre 2018             | 6,60                                      | 1,6                   |
| 8            | Blowin' in the Wind             | Autant en emporte le vent     | ABC    | 15 novembre 2018            | 7,30                                      | 1,8                   |
| 9            | Shelter from the Storm          | Ascenseur émotionnel          | ABC    | 17 janvier 2019             | 7,07                                      | 1,9                   |
| 10           | Help, I'm Alive                 | Paralysé                      | ABC    | 24 janvier 2019             | 6,98                                      | 1,6                   |
| 11           | The Winner Takes It All         | Une dernière danse            | ABC    | 31 janvier 2019             | 7,27                                      | 1,7                   |
| 12           | Girlfriend in a Coma            | À la recherche du temps perdu | ABC    | 7 février 2019              | 6,85                                      | 1,6                   |
| 13           | I Walk the Line                 | Mes amis, mes amours          | ABC    | 14 février 2019             | 6,58                                      | 1,4                   |
| 14           | I Want a New Drug               | Drogues dures                 | ABC    | 21 février 2019             | 6,89                                      | 1,7                   |
| 15           | We Didn't Start the Fire        | Ensemble, c'est tout          | ABC    | 28 février 2019             | 6,99                                      | 1,6                   |
| 16           | Blood and Water                 | Filiation                     | ABC    | 7 mars 2019                 | 6,55                                      | 1,5                   |
| 17           | And Dream of Sheep              | Apaiser la douleur            | ABC    | 14 mars 2019                | 6,57                                      | 1,4                   |
| 18           | Add It Up                       | Deux salles, deux ambiances   | ABC    | 21 mars 2019                | 7,00                                      | 1,4                   |
| 19           | Silent All These Years          | Les Survivantes               | ABC    | 28 mars 2019                | 7,37                                      | 1,6                   |
| 20           | The Whole Package               | Si loin de ses proches        | ABC    | 4 avril 2019                | 6,85                                      | 1,5                   |
| 21           | Good Shepherd                   | Bienvenue chez les Shepherd   | ABC    | 11 avril 2019               | 6,81                                      | 1,5                   |
| 22           | Head Over High Heels            | Trouver chaussure à son pied  | ABC    | 18 avril 2019               | 6,24                                      | 1,3                   |
| 23           | What I Did for Love             | Je suis un héros              | ABC    | 2 mai 2019                  | 6,96                                      | 1,4                   |
| 24           | Drawn to the Blood              | Tomber à pic                  | ABC    | 9 mai 2019                  | 6,37                                      | 1,4                   |
| 25           | Jump into the Fog               | Dans la brume                 | ABC    | 16 mai 2019                 | 5,99                                      | 1,3                   |